# Het aards paradijs
Het aards paradijs is het 92ste stripverhaal van Jommeke. De reeks wordt getekend door striptekenaar Jef Nys. Vanaf dit album verschijnen, tot op heden, de verhalen in een kleurendruk. Inmiddels zijn alle albums in kleurendruk herverschenen.

## Verhaal
Op een dag zijn Pekkie, Flip, Choco en professor Gobelijn plots spoorloos verdwenen. Pas weken later komt 's nachts een sprekende ooievaar een brief van hen afleveren in Jommekes slaapkamer. Daarin staat:
Beste Jommeke.
Wij stellen het goed.
Wees niet ongerust.
Het is hier zeer fijn.
Vele groeten uit het Aards Paradijs!
Flip, Pekkie, Choco!
Nieuwsgierig gaan ze bij professor Gobelijn thuis rondneuzen. Daar vinden ze kaarten van het Aards Paradijs dat in het zuiden van Afrika ligt. Dan horen ze plots een bandopname die zichzelf om de twee uur automatisch herhaalt. Het is de stem van Gobelijn die vraagt om met een kleine vliegende bol die in de garage staat naar het Aards Paradijs te komen. Dat doen Jommeke en Filiberke onmiddellijk. Het Aards Paradijs blijkt een groene oase te zijn omringd door steile bergen. Na hun landing merken ze dat alle dieren er spreken en rechtop lopen als mensen. Ze komen ook Pekkie tegen die gedichten schrijft. Flip en Choco geven les. Dan komen ze aan bij professor Gobelijn. Die heeft een serum ontwikkeld waarmee dieren menselijke eigenschappen krijgen. Hij wil bij de dieren in het Aards Paradijs blijven tot die een zelfstandige mensachtige maatschappij kunnen aanhouden. Zo trouwen bijvoorbeeld een olifant en een muis en zal een leeuw koning worden. Ten slotte vliegen Jommeke en Filiberke terug naar huis. Flip, Pekkie en Choco gaan mee op vakantie. Ze beloven later terug op bezoek te komen met de Miekes.